# Atralata albofascialis
Atralata albofascialis (вогнівка білоперев'язана) — вид лускокрилих комах родини вогнівок-трав'янок (Crambidae).

## Поширення
Вид поширений на значній частині Європи, крім Ірландії, Великої Британії, Норвегії, Фінляндії, Литви та Греції. Присутній у фауні України.

## Опис
Розмах крил 10-14 мм.

## Спосіб життя
Метелики літають з травня по серпень. Буває два покоління за рік. Личинки живляться листям оману блошиного (Inula conyzae), мінуючи його. Міна має вигляд коричневої плямистості на нижніх листках. В одній шахті може бути знайдено кілька личинок.